# Wer mich liebet, der wird mein Wort halten, BWV 74

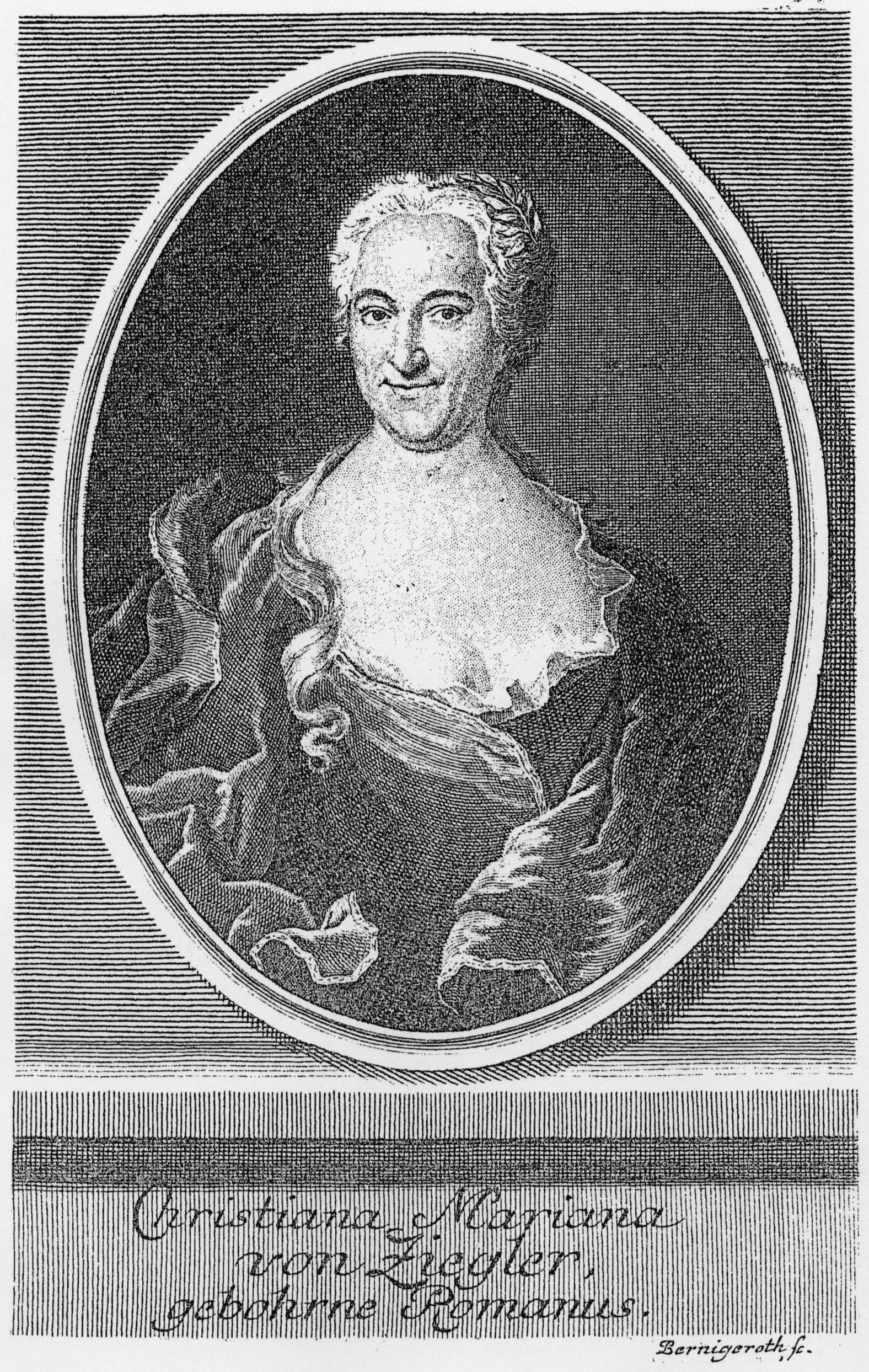
Christiana Mariana von Ziegler, autora del texto de la cantata.

Wer mich liebet, der wird mein Wort halten, BWV 74 (Quien me ama guardará mi palabra) es una cantata de iglesia escrita por Johann Sebastian Bach en Leipzig para el primer día de Pentecostés y estrenada el 20 de mayo de 1725.

## Historia
Bach compuso esta obra durante su segundo año como Thomaskantor en Leipzig para el primer día de la festividad de Pentecostés. Forma parte de su segundo ciclo anual de cantatas corales.
La cantata fue interpretada por primera vez el 20 de mayo de 1725.

## Análisis

### Texto
Las lecturas establecidas para ese día eran de los Hechos de los Apóstoles, (Hechos 2:1-13) y del evangelio según San Juan, parte del discurso de despedida (Juan 14:23-31).
El libretista de esta obra fue Christiana Mariana von Ziegler. Ella colaboró con Bach en nueve cantatas después de Pascua de 1724, empezando con Ihr werdet weinen und heulen, BWV 103. En muchas de estas piezas ella empezaba con una cita de Jesús del evangelio. Para esta cantata, citó la biblia en tres ocasiones, tomando el versículo 23 del evangelio como punto de partida en el primer movimiento, el versículo 28 en el cuarto movimiento y una cita de la epístola de Pablo en el sexto movimiento (Romanos 8:1). Ella concluyó el texto con la segunda estrofa del himno "Gott Vater, sende deinen Geist" de Paul Gerhardt. Gran parte de su texto estaba basado en las lecturas "metafísicas" del evangelio de Juan.

### Instrumentación
La obra está escrita para cuatro voces solistas (soprano, alto, tenor y bajo), un coro a cuatro voces; tres trompetas, timbales, dos oboes, un oboe da caccia, dos violines, viola y bajo continuo.

### Estructura
Consta de ocho movimientos.
1. Coro: Wer mich liebet, der wird mein Wort halten
2. Aria (soprano): Komm, komm, mein Herze steht dir offen
3. Recitativo (alto): Die Wohnung ist bereit
4. Aria (bajo): Ich gehe hin und komme wieder zu euch
5. Aria (tenor): Kommt, eilet, stimmet Sait und Lieder
6. Recitativo (bajo): Es ist nichts Verdammliches an denen
7. Aria (alto): Nichts kann mich erretten
8. Coral: Kein Menschenkind hier auf der Erd

El coro de apertura es más breve que la media y se trata de una reelaboración sustancial del coro inicial de Wer mich liebet, der wird mein Wort halten, BWV 59, compuesta dos años antes e interpretada de nuevo el año previo. Emplea un tema ritornello seguido por una entrada coral de tipo fanfarria. El movimiento original era una entrada vocal a dos voces; la expansión se apoya en pares imitativos, que reflejan la textura previa. Craig Smith sugiere que este es uno de los arreglos más exitosos que hizo Bach de su propia obra puesto que rehace el "desigual" y "hueco" dúo para construir "algo ricamente variado y exquisitamente delicado". El movimiento está en do mayor y en compás de 4/4.
El segundo movimiento es un aria para soprano con oboe da caccia, una transposición de la pareja formada por el bajo y el violín en BWV 59. El nuevo arreglo le confiere una "apertura infantil" al movimiento. Está escrito en fa mayor y en compás de 4/4.
El tercer movimiento es un breve recitativo para alto de sólo siete compases. Se caracteriza por el acorde disminuido que cierra la línea vocal antes de la cadencia final.
El aria de bajo emplea "secuencias de corcheas como pisadas en la línea de bajo continuo" para sugerir un movimiento de pasos. El movimiento concluye con un extenso melisma vocal. El movimiento está en la tonalidad de mi menor.
La pieza se mueve después hacia un aria de tenor técnicamente exigente dominada por remolinos de líneas de la cuerda. La forma del movimiento es una combinación entre forma ternaria y ritornello, adoptando un fuerte énfasis sobre las palabras "komm" y "eilet" (ven y apresúrate), y termina con una modulación a una tonalidad menor y armonías más oscuras.
El recitativo de bajo, al igual que el anterior para alto, es bastante corto y sencillo en comparación con las arias. Emplea un acompañamiento poco habitual de tres oboes. El recitativo modula de mi menor a do mayor.
El séptimo movimiento, un aria de alto, cuenta con una textura inusualmente densa y una orquestación rica. Comienza con un ritornello tipo fanfarria seguido de largos pasajes melismáticos con notas repetidas en las partes instrumentales. La breve sección central se mueve hacia un acompañamiento menos denso y a un tono menor, con una "maníaca carcajada" de tresillos sobre la palabra "lache" (risa).
El coral de cierre es un arreglo a cuatro voces de la melodía de "Kommt her zu mir, spricht Gottes Sohn". Está en tonalidad menor, lo cual de proporciona un ambiente sombrío.

## Discografía selecta
De esta pieza se han realizado una serie de grabaciones entre las que destacan las siguientes.
- 1972 – Die Bach Kantate. Helmuth Rilling, Gächinger Kantorei, Bach-Collegium Stuttgart (Hänssler)
- 1972 – Bach: 13 Sacred Cantatas & 13 Sinfonias. Helmut Winschermann, Nederlands Vocaal Ensemble, Deutsche Bachsolisten (Philips)
- 1977 – J.S. Bach: Das Kantatenwerk Vol. 19. Gustav Leonhardt, Knabenchor Hannover, Collegium Vocale Gent (Teldec)
- 1999 – J.S. Bach: Whitsun Cantatas. John Eliot Gardiner, Monteverdi Choir, English Baroque Soloists (Archiv Produktion)
- 2001 – J.S. Bach: Complete Cantatas. Ton Koopman, Amsterdam Baroque Orchestra & Choir (Antoine Marchand)
- 2006 – J.S. Bach: Cantatas Vol. 17. Masaaki Suzuki, Bach Collegium Japan (BIS)